# Alberto Zaccheroni
Alberto Zaccheroni (Meldola, Emilia-Romagna, 1 april 1953) is een Italiaanse voetbalcoach. Van augustus 2010 tot juni 2014 was hij bondscoach van Japan. In het verleden was hij actie bij de Italiaanse topclubs AC Milan, Juventus en Internazionale. In 1999 werd Zaccheroni met Milan kampioen in de Serie A. Hij staat erom bekend dat hij vaak het 3-4-3 systeem hanteert.

## Carrière
Alberto Zaccheroni heeft zelf ook gespeeld, maar zijn voetballende carrière heeft maar kort geduurd. Toen hij 30 jaar was, werd hij al trainer. Nadat hij drie jaar lang Bologna had getraind, ging hij bij Udinese aan de slag. Met deze club eindigde hij op een verrassende derde plaats in de Serie A, waarna hij aan het werk ging bij AC Milan.
Na twee slechte seizoenen hoopte Milan dat Zaccheroni de club er weer bovenop kon helpen. De trainer nam twee spelers van Udinese mee naar Milaan: Oliver Bierhoff en Thomas Helveg. Meteen in zijn eerste seizoen bij de club werd Zaccheroni kampioen van Italië. Het volgende seizoen verliep echter minder goed. In de Champions League werd Milan al snel uitgeschakeld en in de Serie A kwam de club niet verder dan de derde plaats. In het seizoen 2000/01 ging het nog slechter, waardoor voorzitter Silvio Berlusconi het tijd vond voor een andere trainer.
Na een paar maanden zonder werk te hebben gezeten ging Zaccheroni aan de slag bij Lazio Roma. Deze club had een zeer slechte start van de competitie achter de rug, maar Zaccheroni slaagde erin om toch nog zesde te eindigen. Toch werd hij na één seizoen alweer vervangen. Hij werd onder andere verantwoordelijk gehouden voor de 5-1 nederlaag tegen rivaal AS Roma, iets wat door Lazio als een vernedering werd gezien.
Halverwege het seizoen 2003/04 kon Zaccheroni weer aan het werk, dit keer bij Internazionale. Daar was coach Héctor Cúper net vertrokken en Zaccheroni werd zijn opvolger. Inter werd dat seizoen in de Champions League uitgeschakeld door Arsenal (na een 5-1 nederlaag in San Siro) en eindigde als vierde in de competitie. Hoewel de club zich plaatste voor Champions League voetbal voor het volgende seizoen, was voorzitter Massimo Moratti niet overtuigd van Zaccheroni. De trainer werd vervangen, net als bij Lazio door Roberto Mancini.
Zaccheroni bleef hierna twee jaar zonder werk. Er waren geruchten dat hij naar Engeland zou vertrekken om manager van Crystal Palace te worden, maar dit bleek niet waar te zijn. Op 7 september 2006 had hij dan eindelijk een nieuwe baan. Hij ging aan de slag bij Torino. Na een goede start lukte het Zaccheroni niet om aan de verwachtingen te voldoen. Na zes opeenvolgende nederlagen werd hij ontslagen en vervangen door Gianni De Biasi, die ook al trainer was voordat Zaccheroni kwam. Na dat Ciro Ferrara met Juventus 9 van de laatste 12 wedstrijden in het seizoen 2009-2010 had verloren werd Alberto Zaccheroni op 29 januari 2010 als interim vervanger aangesteld.

## Japans nationaal elftal
Op 30 augustus 2010 werd Zaccheroni gepresenteerd als de nieuwe bondscoach van Japan. Hij is de opvolger van Takeshi Okada, die Japan tijdens het Wereldkampioenschap voetbal 2010 in Zuid-Afrika voor het eerst door de poulefase heen hielp. Zaccheroni stelde zeer tevreden te zijn met de manier waarop Japan zich als voetballand heeft ontwikkeld, en dat dat zijn keuze had doen helpen maken. Op het wereldkampioenschap voetbal 2014 kwam Zaccheroni met Japan uit in poule C met Colombia, Griekenland en Ivoorkust. De Japanners werden uitgeschakeld in de groepsfase, waarna Zaccheroni zijn ontslag indiende. Hij werd opgevolgd door de Mexicaan Javier Aguirre.
1 Kawashima ·
2 Uchida ·
3 G. Sakai ·
4 Honda ·
5 Nagatomo ·
6 Morishige ·
7 Endo ·
8 Kiyotake ·
9 Okazaki ·
10 Kagawa ·
11 Kakitani ·
12 Nishikawa ·
13 Okubo ·
14 Aoyama ·
15 Konno ·
16 Yamaguchi ·
17 Hasebe ·
18 Osako ·
19 Inoha ·
20 Saito ·
21 H. Sakai ·
22 Yoshida ·
23 Gonda ·
Coach: Zaccheroni